# Bell (California)
Bell è una città della contea di Los Angeles, California, Stati Uniti. La popolazione era di 36 664 abitanti al censimento del 2000.